# Gfällach
Die Gfällach ist ein etwa 13 km langer Bach im oberbayerischen Landkreis Erding.
Die Gfällach hat ihre Quelle nördlich von Neufinsing (Gemeinde Finsing). Sie fließt von dort in nördlicher Richtung durch Eicherloh (Gemeinde Finsing), südlich und östlich vorbei am Naturschutzgebiet Gfällach, durch Eichenried und am östlichen Rand des Naturschutzgebietes Notzingermoos. Sie mündet in Schwaig in die Dorfen.